# Elezioni generali in Bolivia del 2009
Le elezioni generali in Bolivia del 2009 si tennero il 6 dicembre per l'elezione del Presidente e il rinnovo dell'Assemblea legislativa plurinazionale (Camera dei deputati e Senato).

## Risultati
| Liste | Candidati            | Voti      | %     | Seggi  | Seggi  |
| Liste | Candidati            | Voti      | %     | Camera | Senato |
| --- | -------------------- | --------- | ----- | ------ | ------ |
| Movimento per il Socialismo | Evo Morales          | 2.943.209 | 64,22 | 88     | 26     |
| Piano Progresso per la Bolivia - Convergenza Nazionale - Nuova Forza Repubblicana - Movimento Nazionalista Rivoluzionario - Piano Progresso per la Bolivia - Autonomia per la Bolivia - Partito Popolare | Manfred Reyes Villa  | 1.212.795 | 25,46 | 37     | 10     |
| Fronte di Unità Nazionale | Samuel Doria Medina  | 258.971   | 5,65  | 3      | -      |
| Alleanza Sociale | René Joaquino Carlos | 106.027   | 2,31  | 2      | -      |
| Movimento di Unità Patriottica Sociale | Ana María Flores     | 23.257    | 0,51  | -      | -      |
| Popolo | Román Loayza         | 15.627    | 0,34  | -      | -      |
| Popoli per la Libertà e la Sovranità | Alejo Véliz          | 12.995    | 0,28  | -      | -      |
| Bolivia Social Democratica | Rime Choquehuanca    | 9.905     | 0,22  | -      | -      |
| Totale | Totale               | 4.582.786 |       | 130    | 36     |